# Aagaardia longicalcis
Aagaardia longicalcis là một loài ruồi do Ole Anton Sæther phát hiện năm 2000. Không có phân loài nào của loài này trong Catalogue of Life.